# 赵修复
赵修复（1917年5月—2001年5月），男，福建福州人，中华人民共和国昆虫学家、教育家，曾任民盟福建省委主委，福建省政协副主席。